# 拉沙佩勒蒙利容
拉沙佩勒蒙利容（法語：La Chapelle-Montligeon，法語發音：[la ʃapɛl mɔ̃liʒɔ̃] ⓘ）是法国奥恩省的一个市镇，属于莫尔塔涅欧佩什区。

## 地理
拉沙佩勒蒙利容（48°29'1"N, 0°39'12"E）面积8.33 平方千米，位于法国诺曼底大区奧恩省，该省份为法国西北部内陆省份，北起顺时针与卡爾瓦多斯省、厄尔省、厄尔-卢瓦省、萨尔特省、马耶讷省和芒什省接壤。
与拉沙佩勒蒙利容接壤的市镇（或旧市镇、城区）包括：圣马尔德雷诺、科尔邦、库尔容、于讷河畔库尔莫日、隆尼莱维拉日。

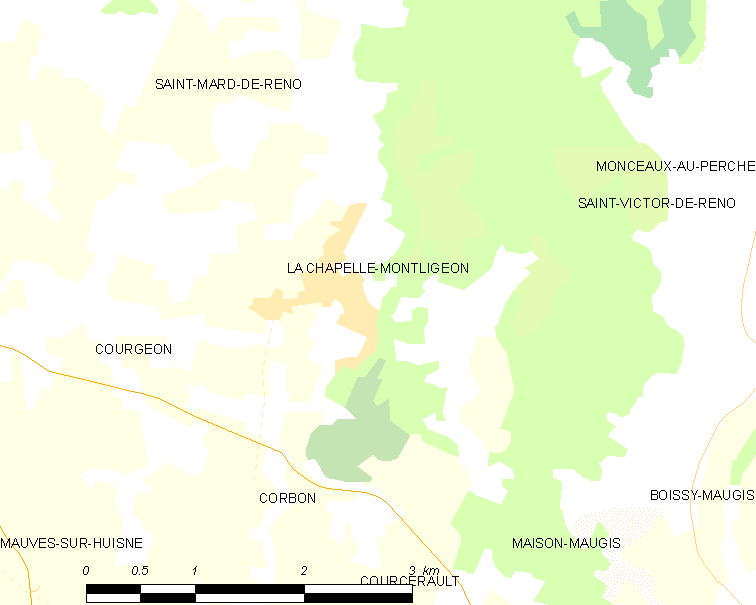
拉沙佩勒蒙利容的OSM定位图

拉沙佩勒蒙利容的时区为UTC+01:00、UTC+02:00（夏令时）。

## 行政
拉沙佩勒蒙利容的邮政编码为61400，INSEE市镇编码为61097。

## 政治
拉沙佩勒蒙利容所属的省级选区为莫尔塔涅欧佩什县。

## 人口

1962-2008年间拉沙佩勒蒙利容人口变化图示

拉沙佩勒蒙利容于2022年1月1日时的人口数量为510人。